# 11056 Volland
11056 Volland eller 1991 LE2 är en asteroid i asteroidbältet med en siderisk omloppstid på 1 402,8924837 dagar (3,84 år). Asteroiden har fått sitt namn efter Sophie Volland.
Den tillhör asteroidgruppen Vesta.
Asteroiden upptäcktes den 6 juni 1991 av den belgiske astronomen Eric Walter Elst vid Europeiska sydobservatoriet.